# Grijze springaap
De grijze springaap (Plecturocebus moloch)  is een zoogdier uit de familie van de sakiachtigen (Pitheciidae). De wetenschappelijke naam van de soort werd voor het eerst geldig gepubliceerd door Johann Centurius von Hoffmannsegg in 1807.

## Kenmerken
Deze springaap heeft een gedrongen lichaam met een dikke, zachte vacht en korte poten. Zijn oren zitten haast verborgen in de vacht. De rug van het dier is bruingespikkeld en de buik vertoont een overwegend oranje kleur. Door die opvallende kleuren en zijn trage bewegingen is het dier een weinig opvallende verschijning in de moerasbossen. De lichaamslengte bedraagt 27 tot 43 cm, de staartlengte 35 tot 55 cm en het gewicht 0,7 tot 1 kg.

## Leefwijze
Zijn voedsel bestaat hoofdzakelijk uit vruchten, bladen, zaden en insectenlarven. Beide partners gaan een hechte paarbinding aan en verdedigen een territorium van 6 tot 12 hectare. Bij zonsopgang zingen ze met verstrengelde staarten een ‘duet’ om de familieband te versterken en hun territoriale rechten te bevestigen.

## Verspreiding
Deze soort komt voor in de tropische moerasbossen van noordelijk Zuid-Amerika.